# キム・ソヨン (声優)
キム・ソヨン（김 서영、Kim Seo Yeong、1977年1月19日 - ）は、大韓民国の女性声優。
仁荷大学校卒業後、1999年から韓国MBC（文化放送声優劇会）に所属している。初主演は2000年、『（ドクタースランプ）』の則巻アラレ。2002年11月にMBCの専属契約を離れ、フリーランスとして活動。

## 出演作品
※太字は主役・ヒロイン・メインキャラクター。

### アニメ
- あにゃまる探偵 キルミンずぅ（御子神リコ）
- 怪物くん (怪物太郎＝モンチャン(몽짱))
- ケロロ軍曹（東谷小雪＝クォン・ソラ（권 설화））
- おジャ魔女どれみ（マジョリカ）
- 快傑ロンマン ナロンイ（ナロンイ）
- 家庭教師ヒットマンREBORN!（リボーン）
- カレイドスター（苗木野そら）
- シャーマンキング（チョコラブ）
- シャドーファイター（コマンソン）
- ちび☆デビ!（ライちゃん）
- 東京ミュウミュウ（黄歩鈴）
- トゥルトゥルトゥ ナロンイ（ナロンイ）
- ドクタースランプ（則巻アラレ）
- ドラえもん（ドラえもん）(初代)
- 忍者ハットリくん (ハットリ・カンゾウ＝トリ(토리))
- ハイキュー!!（谷地仁花）
- ハヤテのごとく!（三千院ナギ）
- プリパラシリーズ（ファルル）
- プリンセスチュチュ（あひる）
- フルーツバスケット（草摩紅葉）
- フレッシュプリキュア!（桃園ラブ/キュアピーチ）
- ポロンポロンポロロ（ヘリ）
- 魔法遣いに大切なこと（菊池ユメ）
- メイプルストーリー （アル）
- LINE TOWN （レナード）
- ラブひな（前原しのぶ）
- わがまま☆フェアリー ミルモでポン!（ミルモ）
- ポケットモンスター アドバンスジェネレーション（マサト）

### 吹き替え
- スクリーム（MBCテレビ放送版）（シドニー（ネーヴ・キャンベル））
- スクリーム2（MBCテレビ放送版）（シドニー（ネーヴ・キャンベル））
- チャーリーズ・エンジェル（2000年版・SBSテレビ放送版）（アレックス・マンディ（ルーシー・リュー））
- ボーン・アイデンティティー（MBCテレビ放送版（マリー・クルーツ（フランカ・ポテンテ））
- ヤング・スーパーマン（クロエ・サリバン）